# Circondario di Wittmund
Il circondario di Wittmund (targa WTM) è un circondario (Landkreis) della Bassa Sassonia, in Germania.
Comprende 2 città e 17 comuni.

Capoluogo e centro maggiore è Wittmund.

## Geografia antropica

### Comuni
1. Friedeburg (10 269)
2. Langeoog (1 792)
3. Spiekeroog (794)
4. Wittmund, città (20 433)

### Comunità amministrative (Samtgemeinde)
- Samtgemeinde Esens, con i comuni:

1. Dunum (1 077)
2. Esens, (città) * (7 288)
3. Holtgast (1 801)
4. Moorweg (869)
5. Neuharlingersiel (1 025)
6. Stedesdorf (1 670)
7. Werdum (738)

- Samtgemeinde Holtriem, con i comuni:

1. Blomberg (1 904)
2. Eversmeer (841)
3. Nenndorf (784)
4. Neuschoo (1 191)
5. Ochtersum (931)
6. Schweindorf (735)
7. Utarp (662)
8. Westerholt * (2 651)